# Reyerite
La reyerite è un minerale, un fillosilicato.
Fu scoperta nel 1811 dal geologo austriaco Eduard Reyer (1849-1914).

## Abito cristallino
La Reyerite è molto simile alla girolite ma non è una zeolite.
Si presenta con cristalli laminari che formano piccoli fiocchi.
Si distingue dalle zeoliti, a cui è spesso associata, perché più soffice.

## Origine e giacitura
Si rinviene nelle amigdale di basalto, associata a mesolite, analcime, scolecite e girolite.

## Località di rinvenimento
Nei fiordi dell’Ovest in Islanda,a Niaqornat in Groenlandia e a Poona in India, nell’isola di Skye in Scozia (U.K.) e nell’isola di Réunion (Francia).

## Usi
Minerale d’interesse scientifico e collezionistico.